# Betty Broadbent
Betty Broadbent, también conocida como la "Venus tatuada", (Filadelfia, 1 de noviembre de 1909–Florida, 28 de marzo de 1983) fue una artista circense y tatuadora estadounidense.

## Biografía
Broadbent nació el 1 de noviembre de 1909 en Filadelfia. El interés de Broadbent por los tatuajes comenzó a los catorce años, cuando, mientras trabajaba como niñera en Atlantic City, conoció a Jack Redcloud, quien estaba cubierto de tatuajes, generando fascinación en Broadbent. Esta fascinación llevaría a Redcloud a presentar a Broadbent a su tatuador, Charlie Wagner. En 1927, Wagner, junto con otros cuantos artistas del tatuaje, incluidos Tony Rhineagear, Joe Van Hart y Red Gibbons, tatuaron más de 565 tatuajes a Broadbent.
Wagner era amigo del circense Clyde Ingalls. Cuando Ingalls descubrió la pasión de Broadbent por los tatuajes, le ofreció un puesto en el circo. En el mismo año, Broadbent comenzó a exhibir su arte en el Ringling Brothers and Barnum & Bailey Circus. Mientras trabajaba en el circo, Broadbent también se entrenó como jinete que actuaría con el artista de circo Tom Mix. Más adelante en la carrera de Broadbent, aprendió a montar a caballo y en mulas.

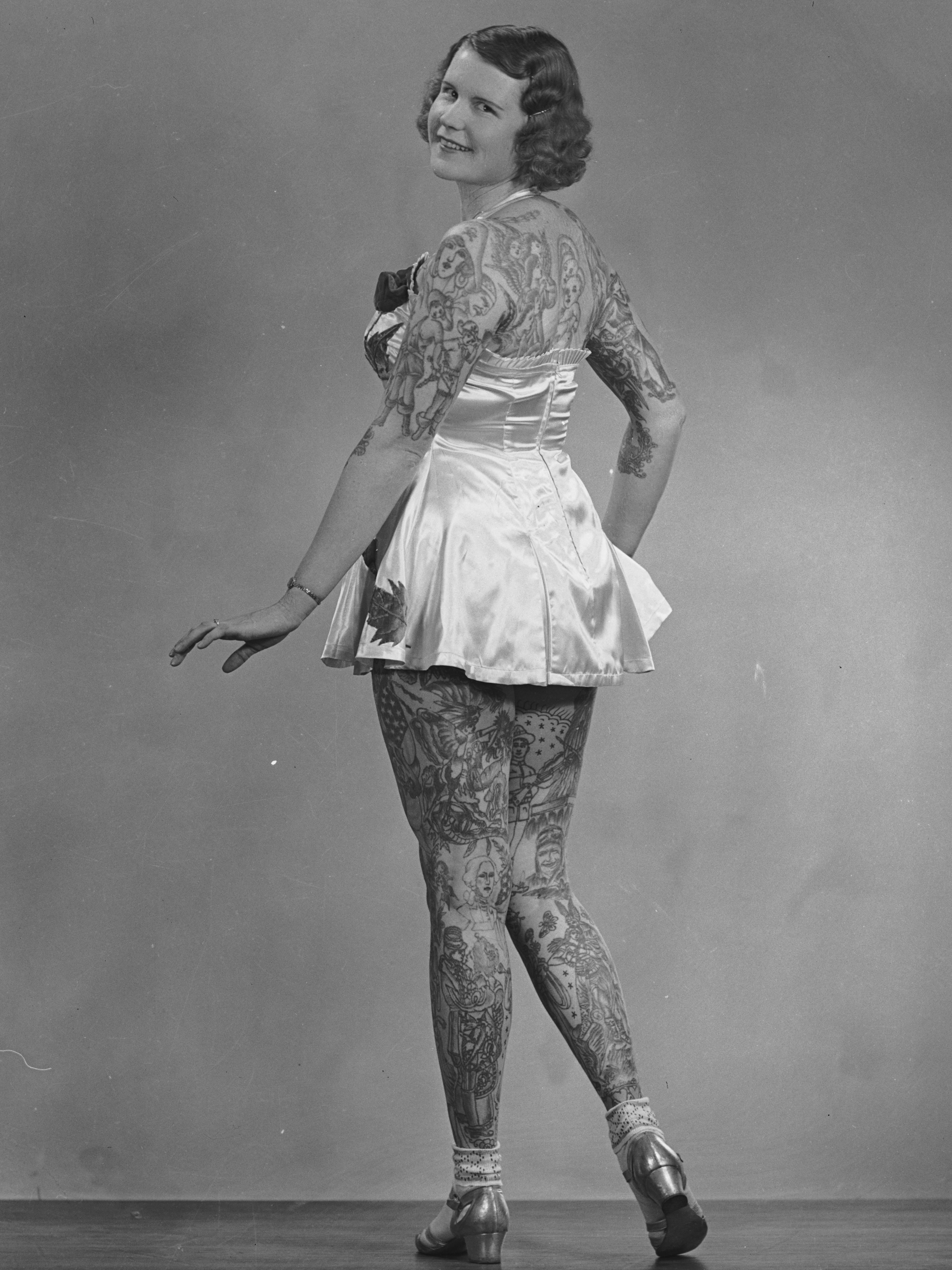
Betty Broadbent, 4 de abril de 1938.

Los temas de los tatuajes de Broadbent eran variados. En la espalda, Broadbent tenía un tatuaje de la Virgen y el Niño. El arte en sus miembros inferiores incluía un tatuaje de Charles Lindbergh en su pierna derecha y un tatuaje de Pancho Villa en la izquierda. Uno de los tatuajes más famosos de Broadbent ocupó seis sesiones, un águila con las alas desplegadas que se extendía de un hombro al otro. El 3 de mayo de 1939 el New York Times citaría a Broadbent diciendo: "Me dolió terriblemente, pero valió la pena". Mientras trabajaba en un espectáculo de rarezas (sideshow) en 1939, Broadbent desafió las opiniones tradicionales de la belleza femenina durante la década de 1930 al participar en un concurso de belleza en la Feria Mundial de Nueva York de 1939.
Además de exhibir su arte, Broadbent trabajaba como tatuadora. Trabajó en tiendas de todo el país, incluidos espacios ubicados en Montreal, San Francisco y Nueva York. En 1937 comienza a trabajar a nivel internacional. Pasó un tiempo trabajando para circos independientes tanto en Nueva Zelanda como en Australia. La revista Pix publicó sus diseños, y recientemente la Biblioteca Estatal de Nuevas Gales del Sur en Australia ha digitalizado y publicado más de 9.000 negativos de la publicación, entre los que se encuentran algunos de Broadbent.
Después de su regreso a los Estados Unidos, y hasta su retiro en 1967, continuó actuando y viajando con un espectáculo de rarezas. Broadbent es considerada la dama tatuada más fotografiada del siglo XX. En 1981, fue la primera persona en ser incluida en el Salón de la Fama del Tatuaje. Broadbent murió mientras dormía en su casa en Florida el 28 de marzo de 1983.

## Otras lecturas
- Caplan, J. (2000). Escrito en el cuerpo: El tatuaje en la historia europea y americana / editado por Jane Caplan. Londres: Reaktion. ISBN 1861890621.
- Albert Parry, Tatuaje: secretos de un arte extraño practicado entre los nativos de los Estados Unidos (Simon y Schuster, 1933).
- Michael McCabe, ed., Tatuaje de la ciudad de Nueva York: la historia oral de un arte urbano (Hardy Marks, 1997)
- Francine Hornberger, Carny folk: los actos secundarios más extraños del mundo (Citadel Press, 2005).
- Meger, Sarah A. "El Museo del Tatuaje de Baltimore". Corcoran College of Art + Design, 2010. Estados Unidos — Distrito de Columbia: Disertaciones y tesis A&I de ProQuest.
- "Body Art: Marcas de identidad". African Arts 34.1 (2001): 83–5.
- Historia de la dama tatuada
- Jane Caplan, ed., Escrito en el cuerpo: El tatuaje en la historia europea y americana (2000).
- Tallent, Robert W. "Tatuaje". Leatherneck (1952): 22–5.

## Esta obra contiene una traducción  derivada de «Broadbent. Betty» de Wikipedia en inglés, publicada porsus editoresbajo laLicencia de documentación libre de GNUy laLicencia Creative Commons Atribución-CompartirIgual 4.0 Internacional.
- Datos: Q4898761
- Multimedia: Betty Broadbent / Q4898761